# 푸른부전나비
푸른부전나비(Celastrina argiolus)는 부전나비과 푸른부전나비속의 나비이다. 이른 봄부터 늦은 가을까지 섬을 포함한 한국 어디에서나 쉽게 볼 수 있다. 평지의 초원이나 공원은 물론 들과 산의 양지바른 곳이면 어디서나 생활하기 때문이다.